# Mamy fa per tre
Mamy fa per tre (...And Mother Makes Three) è una serie televisiva britannica in 26 episodi trasmessi per la prima volta nel corso di 4 stagioni dal 1971 al 1973. Ebbe un seguito, Mamy fa per tutti.

## Trama
Sally Harrison, madre rimasta da poco vedova, cerca di portare avanti la sua famiglia lavorando come assistente di Mr Campbell, un veterinario. Ha due figli maschi, Simon e Peter; spesso si vede anche la zia Flo, che cerca di aiutarla. Sally ha un interesse romantico per il libraio vedovo David Redway, che ha una figlia, Jane. Alla fine della serie Sally e David si sposano. La loro vita familiare prenderà corpo nel seguito Mamy fa per tutti.

## Personaggi e interpreti
- Sally Harrison (26 episodi, 1971-1973), interpretata da Wendy Craig.
- Simon Harrison (26 episodi, 1971-1973), interpretato da Robin Davies.
- Peter Harrison (26 episodi, 1971-1973), interpretato da David Parfitt.
- Zia Flo (26 episodi, 1971-1973), interpretato da Valerie Lush.
- David Redway (13 episodi, 1972-1973), interpretato da Richard Coleman.
- Mr. Campbell (13 episodi, 1971-1972), interpretato da George Selway.
- Jeremy (6 episodi, 1971-1973), interpretato da Nicholas Hawell.
- Arabella (5 episodi, 1971-1972), interpretata da Julie Dawn Cole.
- Jane Redway (5 episodi, 1972-1973), interpretata da Miriam Mann.
- Miss Franklin (3 episodi, 1971-1972), interpretata da Dany Clare.
- Madre di Sally (2 episodi, 1972), interpretata da Gwen Nelson.
- Padre di Sally (2 episodi, 1972), interpretato da Keith Marsh.
- Segretaria (2 episodi, 1972-1973), interpretato da Margaret Lake.
- Mr. McCloud (2 episodi, 1973), interpretato da Moultrie Kelsall.
- Stanley Marsh (2 episodi, 1973), interpretato da Richard Thorp.

## Produzione
La serie, ideata da Richard Waring, fu prodotta da Thames Television. John Hawksworth compose il tema musicale Family Theme.

### Registi
Tra i registi sono accreditati:
- Peter Frazer-Jones in 26 episodi (1971-1973)

### Sceneggiatori
Tra gli sceneggiatori sono accreditati:
- Richard Waring in 14 episodi (1971-1973)
- Peter Buchanan in 9 episodi (1971-1972)
- Peter Robinson in 9 episodi (1971-1972)

## Distribuzione
La serie fu trasmessa nel Regno Unito dal 27 aprile 1971 al 27 giugno 1973 sulla rete televisiva ITV. In Italia è stata trasmessa su Rete 4 con il titolo Mamy fa per tre.
Alcune delle uscite internazionali sono state:
- nel Regno Unito il 27 aprile 1971 (And Mother Makes Three)
- nei Paesi Bassi il 20 novembre 1972 (En dan is moe d'r nog)
- in Italia il 9 gennaio 1982 (Mamy fa per tre)

## Episodi
| Stagione         | Episodi | Prima TV Regno Unito |
| ---------------- | ------- | -------------------- |
| Prima stagione   | 7       | 1971                 |
| Seconda stagione | 6       | 1971-1972            |
| Terza stagione   | 6       | 1972                 |
| Quarta stagione  | 7       | 1973                 |